# Марин Тодоров (политик)
Вижте пояснителната страница за други личности с името Марин Тодоров.
Марин Димитров Тодоров е български политик и министър на културата в правителството на Любен Беров.

## Детство и образование
Роден е на 28 юли 1931 г. в София, България. В периода 1950–1954 година учи медицина в Медицинската академия в София. От 1954 до 1963 г. е лекар в Бойчиновци, Лехчево и София.

## Кариера (1963–1997)
Между 1963 и 1967 година е преподавател в Алжир в болничен университетски център. От 1983 година е доцент, като ръководи клиника в Медицинската академия. През 1992 година става професор по анестезиология, реанимация и интензивни грижи.
В периода 1992–1993 година е министър на образованието, науката и културата. След това до 1997 година е посланик на България в Алжир и Мавритания.

## Смърт
Марин Тодоров умира на рождения си ден на 28 юли 2016 г.

## Памет
На Марин Тодоров е наречена улица в квартал „Витоша“ в София (Карта).